# Anthémius
Pour les articles homonymes, voir Procope et Anthémius (homonymie).
Anthémius (en latin : Procopius Anthemius Augustus ; v. 420-472) est un empereur romain d'Occident, du 12 avril 467 au 11 juillet 472. C'est l'un des « empereurs d'ombre » du Ve siècle, mais certainement le dernier ayant les capacités nécessaires pour ce poste. Anthémius essaya de résoudre les deux défis militaires principaux que devait affronter l'Empire romain d'Occident : l'expansion des Wisigoths d'Euric, dont le domaine s'étendait de part et d'autre des Pyrénées, et celle des Vandales de Genséric, qui contrôlaient l'Afrique du Nord.

## Biographie
Anthémius, d’une famille illustre, serait le fils du magister militum Procope. Plus sûrement, il appartient à une famille proche de la dynastie théodosienne : son grand-père fut préfet du prétoire entre 408 et 414 et il a lui-même épousé Ælia Marcia Euphemia, fille de l’empereur d’Orient Marcien.
En 454, Marcien lui accorde des honneurs élevés en le nommant patrice, en le faisant en 455 consul éponyme et en lui donnant sa fille en mariage. Durant le règne de Léon Ier, il devient général et mène campagne en 466-467 en Pannonie contre les Ostrogoths et contre les Huns qui, sous la conduite d'Hormidac, avaient envahi la Dacie et s'étaient retranchés dans Sardica (467). À cette date, il n'y a pas d'empereur en Occident ; de plus, l’Italie est alors dirigée par le patrice Ricimer en lutte contre les Vandales. Léon Ier profita des circonstances pour tenter de récupérer l’Italie en accordant le titre de César à Anthémius, qui dirigea son armée vers l’Italie.
À son passage, le gouverneur de Dalmatie Marcellinus, devenu quasi-indépendant de Ravenne, reconnaît son autorité. À son arrivée en Italie, Anthémius est acclamé empereur par ses troupes le 12 avril 467 et s’allie avec Ricimer en lui donnant sa fille Alypia en mariage.
En 468, une campagne contre les Vandales de Genséric est entamée, coordonnant une flotte venue d’Orient dirigée par Basiliscus et les troupes d’Occident. La campagne contre Genséric se termina en fiasco, le général Marcellinus fut assassiné en Sicile.
Anthémius reçut également en Gaule l'appui de Riothamus et de son armée de Bretons contre Euric. Cependant, en 469 à la bataille de Déols, Euric put vaincre non seulement l'armée de Riothamus et les forces romaines dans le Berry, mais aussi annexer des villes gauloises restées romaines.
En 470, à la suite de toutes ces malchances, Anthémius tomba gravement malade. À ces échecs, s’ajoutent les conflits de tempérament entre le colérique Anthémius, traité de « sale Grec », et l’ambitieux Ricimer, traité de « Gète vêtu de fourrure », ainsi que l’impopularité d’Anthémius auprès des milieux chrétiens, qui s'irritaient de le voir soutenir le paganisme : Anthémius avait en effet favorisé la résurgence de cérémonies païennes, invoquant Pan et les Dioscures. Chrétien orthodoxe, l'Auguste fit ainsi son possible pour favoriser les tenants de l'ancienne religion (comme le patrice Marcellinus et le consul de 470, Messius Phœbus Severus (en)) et ainsi unifier le pays, sa capitale étant d'ailleurs fixée à Rome. Dans sa Vie d'isidore, le philosophe Damascius, chef prestigieux de l'université d'Athènes, sera formel quant au paganisme d'Anthémius.
À partir de 471 en Gaule, les événements se précipitèrent. Anthémius essaya d'intervenir pour contenir les Wisigoths en y envoyant une puissante armée. Son fils Anthemiolus en prit la tête, accompagné par trois généraux, Thorisarius, Everdingus et le comes stabuli Hermianus. Ils furent écrasés par les troupes d'Euric près d'Arles, ses quatre commandants furent tués dans les combats, marquant l'échec de la dernière expédition romaine au nord des Alpes.
Mais en Italie, le chef de l'armée, Ricimer, un arien convaincu, perdit patience, appela 6 000 hommes qui avaient été enrôlés pour la guerre contre les Vandales, et fit de Milan l'épicentre d'une contestation contre Anthémius, alors à Rome. Ricimer proclama un empereur concurrent, Olybrius. Ce conflit finit cinq mois plus tard par la conquête de Rome par Ricimer, après deux mois de siège et la capture d'Anthémius le 11 juillet 472, déguisé en mendiant caché dans l'église Saint-Jean-Chrysogone, puis son exécution.
Les sources sur la vie d'Anthémius sont plus riches que pour la plupart des empereurs occidentaux du Ve siècle, en partie en raison de son origine de Constantinople, où la tradition des histoires de cour a été maintenue vivante, et en partie en raison des détails qui peuvent être extraits à partir d'un panégyrique fait le 1er janvier 468 par le poète gallo-romain Sidoine Apollinaire et parvenu jusqu'à nous.

## Sources
- Roger Rémondon, La crise de l’Empire romain, PUF, collection Nouvelle Clio – l’histoire et ses problèmes, Paris, 1964, 2e édition 1970.
- François Zosso et Christian Zingg, Les Empereurs romains, édition Errance, 1995  (ISBN 2877722260).